# Джаджанашвили, Арчил Ражденович
Арчил Ражденович Джаджанашвили (груз. არჩილ რაჟდენის ძე ჯაჯანაშვილი, 1885—1937) — грузинский публицист, писатель и политический деятель. Член социал-федералистской партии Грузии. Член Национального совета Грузии (1918).

## Биография
После окончания Тифлисской гимназии продолжил учёбу на историко-филологическом факультете Императорского Новороссийского университета в Одессе. Вернувшись в Грузию, сотрудничал с грузинской прессой («Иверия», «Справочная ведомость» …).
Член правления Общества по распространению грамотности среди грузин.
26 мая 1918 года подписал Декларацию независимости Грузии.
Был выдвинут Социалистической федералистской партией в Национальный совет Грузии, активно участвовал в законодательной деятельности. Был автором Закона об использовании языка национальных меньшинств.
Репрессирован в 1937 году.